# Hedong (Linyi)
Hedong (chinesisch 河东区, Pinyin Hédōng Qū) ist ein Stadtbezirk der bezirksfreien Stadt Linyi in der ostchinesischen Provinz Shandong. Hedong hat eine Fläche von 834 km² und zählt 660.000 Einwohner (Ende 2011). Regierungssitz ist das Straßenviertel Jiuqu (九曲街道).

## Administrative Gliederung
Auf Gemeindeebene setzt sich Hedong aus acht Straßenvierteln und drei Großgemeinden zusammen. Diese sind:
- Straßenviertel Jiuqu (九曲街道), Sitz der Stadtbezirksregierung;
- Straßenviertel Chaoyang (朝阳街道);
- Straßenviertel Fenghuangling (凤凰岭街道);
- Straßenviertel Meijiabu (梅家埠街道);
- Straßenviertel Taiping (太平街道);
- Straßenviertel Tangtou (汤头街道);
- Straßenviertel Xianggong (相公街道);
- Straßenviertel Zhimadun (芝麻墩街道);
- Großgemeinde Bahu (八湖镇);
- Großgemeinde Tanghe (汤河镇);
- Großgemeinde Zhengwang (郑旺镇).